# Señorío de Tonalá

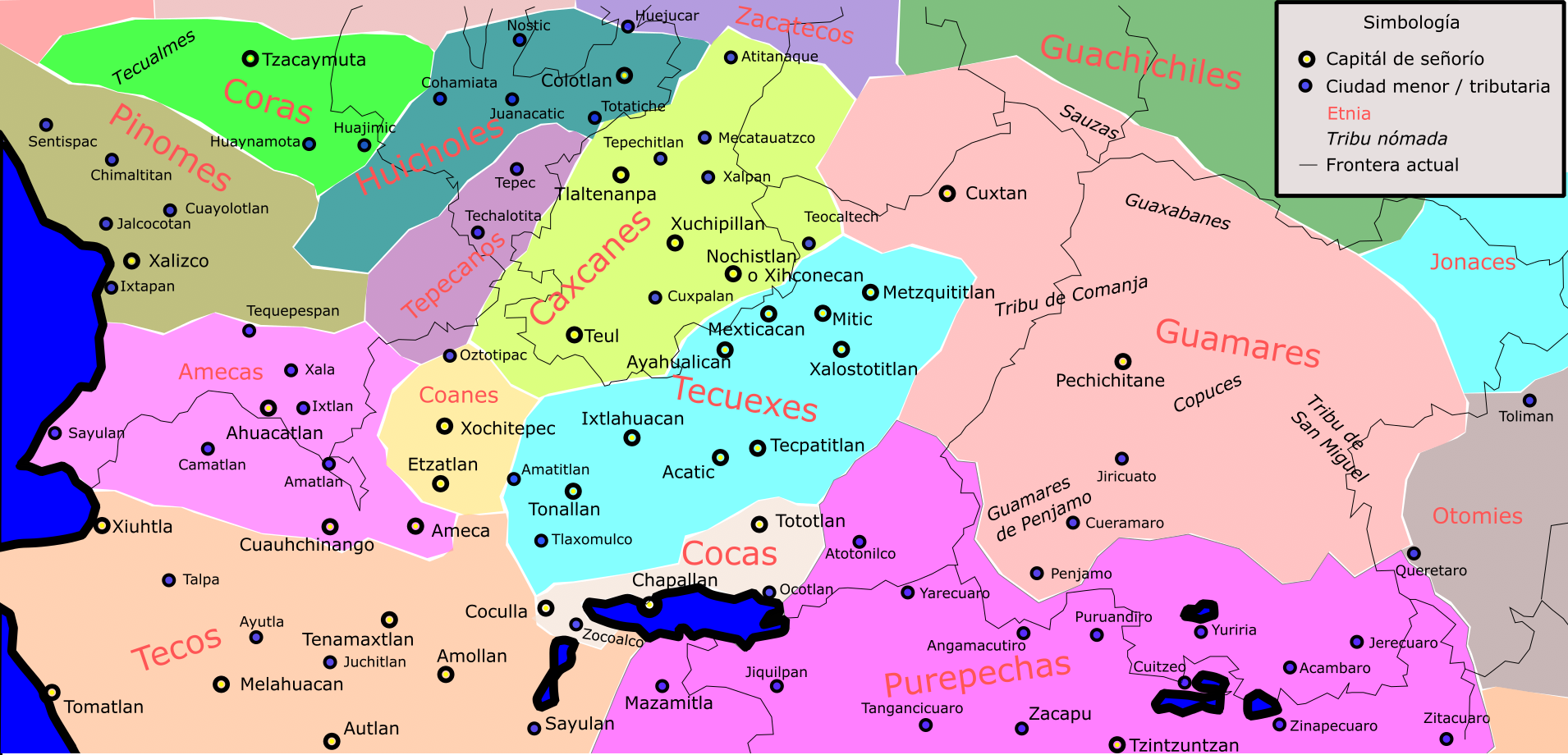
Mapa donde se muestra la ubicación del altépetl, junto a los señoríos colindantes.

El señorío de Tonalá (del náhuatl Tonallan tlahtocayotl ‘Reino del lugar por donde sale el sol’). fue un estado precolombino del occidente mexicano habitado por gente de la etnia tecuexe. El señorío se extendía por la mayor parte de la región central del actual estado de Jalisco teniendo su capital en la ciudad del mismo nombre; se extendía por todo el centro actual de Tonalá, al Este hasta Zapotlanejo y Juanacatlán; al Sur hasta la Laguna de Cajititlán y otras pequeñas ciudades de Tlajomulco, además de Tlaquepaque; al noreste se extendía por todo el Valle de Atemajac y Tesistán, teniendo de frontera natural de Barranca de Huentitán; al Norte hacia Tetlán y al Oeste hasta la ciudad de Tala, teniendo completo control de El Bosque de la Primavera
Se ha considerado a lo largo del tiempo como uno de los principales tlatoanazgos indígenas del México precolombino junto con el Imperio azteca, el Imperio tarasco, Reino de Collimán, Reino de Aztatlán y Reino de Xalisco. Colindaba con el Señorío de Juchipila al norte, Señorío de Teulichan o Tlacotán al noreste, y al sur y sureste con el Imperio del pueblo purépecha, además de otros reinos.
Se dice por fuentes muy limitadas, que Tonalá era habitado por 30 mil personas en seis mil casas.

## Culto
En sus templos y santuarios adoraban a Teopilzintli; dios de la lluvia, Heri; dios de la Sabiduría, Nayarith; dios de a guerra, a Tenaguachi y Tezcatlipoca.

Reinos y señoríos prehispánicos en México

## Economía
Tonalá colindaba con otros señoríos tecuexes, cocas, caxcanes, tecos, entre otros pueblos y con algunos de éstos comercializó. Por ejemplo, la sal era obtenida de la laguna de Sayula, controlada por otro señorío. También se sabe del comercio de metales del Valle de Tequila. El arte de más producción económica para el reino fue su elevada producción en alfarería. 

## Guerra del Salitre
Durante la Guerra del Salitre, hacia 1510, el imperio purépecha intentó conquistar la región del salitre, entonces fueron enviados dos ejércitos desde Tzintzuntzan que intentaron anexar varias aldeas para apropiarse del salitre del lago de Chapala, un ejército fue enviado a Tonalá para intentar derrotar a Cihualpilli y el otro a Sayula, que derrotó al tlatoani Cuauhtoma en Acatla, el cual se tuvo que retirar a Cocula. La reina de Tonalá, formando alianza con el Reino de Colliman entraron en guerra con Michhuacán, reunieron una poderosa fuerza que hizo frente y venció a los invasores. Un frente lo conformó el ejército de los colimecas, ayudado por Minotlayoca de Zapotlan, Copaya de Autlan, Citlali de Zocoalco, el otro frente provino de Tonalá comandado por el capitán Coyotl, apoyado por otros capitanes como Atoloch, Pitaloc, Pilili, Totoc y Tepotzin. En agradecimiento por el triunfo se les entregaron las tierras de Tlajomulco.
A la llegada de los españoles en 1530, Tonallán estaba gobernada por una mujer llamada Cihualpilli Tzapotzinco y tenía como tributarios a los señoríos de Tlaquepak, Tololotlán, Coyolán, Mexquitán, Tzalatitán, Atemajac, Tetlán, Tateposco, Tlaxomulco, Cuescomatitlán, Coyutlán y Tolukilitl.
Al saberse la aproximación de los extranjeros se dividieron en dos bandos, pues mientras Cihualpilli Tzapotzinco y algunos caciques opinaban por hacerles una recepción pacífica dado su invencible poderío, otros pretendían que se les resistiesen.
Los partidarios de la paz mandaron al encuentro de los españoles una delegación integrada por nobles y gobernantes de los diversos pueblos del reino. Del pueblo de Tlaquepak iban Coyotl, Chitacotl y Tonatl; Xonatic, Cuauhuntin y Oceotl, del pueblo de Tetlán; Coyopitzantli del de Tzalatitán; Timoac y Oxatl, del de Atemaxac, Ipac, del de Ichcatlán, y Tzacamitl del de Xocotán, éstos con un obsequio de gallinas, huevos, miel, aguacates, cebollas y algunos frutos para decirles que ya tenían noticias de su venida y que los esperaban amigablemente (a los españoles).
Los caciques que se les opusieron fueron los de Coyolan, Ichcatán, Tzalatitán y Tetlán, el último de los cuales estaba casado con una hija de la reina Cihualpilli y por su valor, ejercía gran influencia y fue reconocido como jefe general: hicieron su fortaleza en un cerro cercano donde murieron defendiendo su reino.
Al ser bautizada Cihualpilli Tzapotzinco recibió el nombre de Juana Bautista Danza; y su hijo, que era el príncipe de Tonallan que se llamaba Sangengui Xochitla recibió el nombre de Santiago Vázquez Palacio.